# Glena basalis
Glena basalis là một loài bướm đêm trong họ Geometridae.